# Victoriano García de la Cruz
Victoriano García de la Cruz Físico y Químico español, nacido en Palencia en 1850 y fallecido el 9 de diciembre de 1906. Miembro de la Real Academia de las Ciencias Exactas, Físicas y Naturales
Se doctoró en Ciencias Físicas y Químicas. Fue catedrático de Química Orgánica en la Universidad Central y con anterioridad del Instituto de León y de la Universidad de Barcelona. Autor de diversas obras.